# Misión Permanente de México en Pakistán
La Misión Permanente de México en Pakistán fue la Embajada de México ante Pakistán, en Islamabad, su último embajador fue Arturo Hernández Basave. Abrió sus puertas el 16 de octubre de 2007, cerró temporalmente el 15 de noviembre de 2009 por restricciones presupuestarias.

## Embajadores recientes ante Pakistán
- Gobierno de Felipe Calderón Hinojosa (2006 - 2012)
  - (2007 - 2007): Francisco Javier Góngora Rodríguez
  - (2007 - 2009): Arturo Hernández Basave
  - (2009 - Cerrado)